# 学校内における無差別殺傷事件
学校内における無差別殺傷事件（がっこうないにおけるむさべつさっしょうじけん）では、学校において無差別殺人の犯行または未遂により死傷者が出た事件の一覧について記述する。

## アジア

### 日本
- 1999年12月21日 - 京都府京都市・京都市立日野小学校。21歳の男が校内に侵入し、校庭で遊んでいた2年生の男児が刺殺される。犯人の男はその後に警察に任意同行を求められている最中に逃走し、自殺した。→京都小学生殺害事件
- 2001年6月8日 - 大阪府池田市・大阪教育大学附属池田小学校。犯行当時37歳だった宅間守が校内に侵入し、包丁で児童と教師に次々と斬り付ける。児童8人が死亡・児童13人と教師2人が負傷。→附属池田小事件
- 2005年2月14日 - 大阪府寝屋川市・寝屋川市立中央小学校。同校OBの男が校内に侵入。包丁で教師2人に斬り付け1人が死亡、もう1人が負傷。
- 2005年6月10日 - 山口県光市の高校で、18歳の在校生が手製爆弾を教室に投げ込み、1人の重傷者を含む58人が負傷した。犯人はいじめを受けていたと発言している[要出典]。

### 中国
- 2024年11月16日 - 江蘇省無錫市の無錫工芸職業技術学院で元生徒がナイフで切りつけ、8人が死亡、17人が負傷[1]。(中国語版)

### 台湾
- 1930年10月27日 - 霧社事件。小学校の運動会が襲撃され100人以上殺害される。

### パキスタン
- 2014年12月16日 - 2014年ペシャーワル学校襲撃事件

### アフガニスタン
- 2016年8月14日 ‐ カーブル市内のアメリカン大学に武装勢力が侵入。学生7人を含む13人が死亡[2]。

## アメリカ合衆国
（特定の個人を狙い撃ちした学内発砲事件は含まず。）
- 1927年5月 - ミシガン州バス統合学校。バス学校爆破事件。45人が死亡、58人が負傷。学校で発生した大量殺人としては犠牲者数が最多。
- 1966年8月 - テキサス州テキサス大学オースティン校。テキサスタワー乱射事件。
- 1966年11月 - アリゾナ州の美容学校で18歳の少年が3歳の子供を含む5人の女子学生を射殺。
- 1968年2月 - サウスカロライナ州立大学黒人学生射殺事件 (Orangeburg massacre)。人種差別抗議活動をしていた学生に警官が無差別発砲。3人が死亡し、28人が負傷した。
- 1970年5月 - オハイオ州のケント州立大学。オハイオ陸軍州兵が、戦争反対を叫ぶ学生4人を射殺。
- 1974年12月 - ニューヨーク州のオレアン高校のライフル部の学生が校舎の窓から道行く人々に向かって無差別に発砲。3人が死亡し、11人が負傷した (Olean High School shooting)。
- 1976年2月 - ロサンゼルスのコンピューター学校で、テスト中に18歳の学生が発砲。1人が死亡し、8人が負傷した。
- 1976年7月 - カリフォルニア州立大学フラトン校図書館乱射事件 (California State University, Fullerton library massacre)。37歳の職員が同僚に発砲し、7人が死亡した。
- 1978年1月 - フロリダ州立大学の女子寮に連続殺人犯のテッド・バンディが侵入。2人が死亡し、2人が負傷した。
- 1979年1月 - カリフォルニア州サンディエゴの小学校。「哀愁のマンデイ（「月曜日は嫌い」）」原案。
- 1979年10月 - サウスカロライナ大学の寮で19歳の男が発砲。パーティを楽しんでいた2人を射殺し、5人を負傷させた。
- 1981年4月 - ミシガン大学で心理学科の学生が構内で複数本の火炎瓶を投げ、2人を死亡させた。
- 1982年4月 - アーカンソー州ホットスプリングスのガーランド・カウンティ・コミュニティ・カレッジ（現ナショナル・パーク・カレッジ）で学生が2人を射殺し、人質を取って立てこもった。
- 1984年2月 - ロサンゼルスの49丁目小学校で、28歳の黒人男性が下校する生徒たちに向かって無差別に発砲。少女が一人死亡し、12人が負傷した。犯人は自殺した。
- 1985年8月 - ニューヨーク市立工科大学の学生が1人を射殺し、4人を負傷させた。
- 1989年1月17日 - カリフォルニア州クリーブランド小学校銃乱射事件（英語版）。無職の男が東南アジアからの移民の子ばかり5人を射殺し、自殺した。
- 1991年11月1日 - アイオワ大学銃乱射事件（英語版）。中国人の元大学院生が、卒業論文に賞を与えられなかったことを理由に、指導教授ら5人を射殺し、自殺した。
- 1992年10月 - カリフォルニア州のリンドハースト高校で卒業生の男が銃を乱射。4人が死亡し、10人が負傷した (Lindhurst High School shooting)。
- 1992年12月 - マサチューセッツ州のバード大学（通称サイモンズ・ロック）で中国人学生が2人を射殺し、4人を負傷させた。18歳だったが、保釈なしの終身刑を言い渡された。
- 1993年7月 - ユタ州ウィーバー郡の公立大学で、女子学生からハラスメントの申し立てをされた男子学生が、学校側の諮問中にその場にいた出席者たちに発砲し、3人が負傷した。犯人は警官に射殺された。
- 1996年8月 - サンディエゴ州立大学で36歳の学生が教授ら3人を射殺した (San Diego State University shooting)。
- 1997年 - ケンタッキー州の高校。3人死亡。
- 1998年3月 - アーカンソー州ウェストサイド中学校。11歳と13歳の男子中学生が銃を乱射。5人死亡。
- 1998年5月 - オレゴン州スプリングフィールドのソーストン高校で、15歳の少年が銃を乱射。2人が死亡し、18人が負傷した。犯人はその前に自宅で両親を殺していた。
- 1999年4月 - コロラド州コロンバイン高校。コロンバイン高校銃乱射事件。
- 2000年2月29日 - ミシガン州の小学校。1人死亡。
- 2001年3月 - カリフォルニア州サンティーの高校。2人死亡。
- 2002年1月 - バージニア州グルンディー、アパラチアンロースクール。退学処分を受けた院生が成績評価に不満を持ち犯行。学長、教授、学生各1人の計3人が死亡し、3人が負傷した。
- 2002年10月 - アリゾナ大学。湾岸戦争の帰還兵で看護学の40代の学生が教授と生徒ら3人を射殺し、自殺した。
- 2003年5月 - オハイオ州のケース・ウェスタン・リザーブ大学で、卒業生だった60代の男が銃を乱射。1人が死亡し2人が負傷した。
- 2005年3月 - ミネソタ州レッドレイク高校。16歳の生徒が犯行。生徒5人、教師1人、警備員1人の計7人が死亡。
- 2006年9月 - ウィスコンシン州の高校。15歳の生徒が犯行。校長が死亡。
- 2006年10月2日 - ペンシルベニア州のアーミッシュの学校。牛乳の配達員が犯行。6〜14歳の女子生徒5人が死亡。犯人は自殺した(英語)。
- 2007年 - ワシントン州ワシントン大学。1人死亡。
- 2007年4月16日 - バージニア工科大学。バージニア工科大学銃乱射事件。33人射殺。23人負傷。
- 2008年2月 - ルイジアナ州バトンルージュのルイジアナ工科大学で、23歳の女子看護学生が教室内の学生に発砲。2人を射殺し、自殺。
- 2008年2月 - ノーザン・イリノイ大学で、卒業生が銃を乱射。5人が死亡し、21人が負傷。犯人は自殺した (Northern Illinois University shooting)。
- 2008年10月 - アーカンソー中央大学で、4人の若者が銃を乱射し、2人が死亡した (2008 University of Central Arkansas shootings)。
- 2009年4月 - バージニア州のハンプトン大学で学生が銃を3丁持って学内で発砲し、2人が負傷した。犯人は自殺を図ったが助かった。
- 2010年2月 - アラバマ大学ハンツビル校で、女性准教授が同僚6人に銃を乱射し、3人が死亡した (2010 University of Alabama in Huntsville shooting)。
- 2010年9月 - テキサス大学オースティン校で学生が銃を乱射後、自殺した。幸い負傷者はいなかった。
- 2011年2月 - オハイオ州のヤングスタウン州立大学で2人の学生がパーティに乱入して銃を乱射。1人が死亡し、11人が負傷した。
- 2011年11月 - カリフォルニア大学バークレー校のハース・ビジネススクールで学生が銃を振り回したため、警官に射殺された。
- 2012年4月2日 - オイコス大学。オイコス大学銃乱射事件。大学構内で銃が乱射され7人が死亡し、3人が負傷した。
- 2012年12月14日 - サンディフック小学校銃乱射事件。20歳の男が26人を射殺し、自殺した。
- 2013年1月10日 - カルフォルニア州のタフト・ユニオン高校で、16歳の学生がクラスに押し入り、級友らに向かって発砲。2人の学生と教師が負傷した。いじめが原因と見られている[3]。
- 2013年4月9日 - テキサス州サイプレスのローンスター・サイフェア・カレッジで、20歳の聾唖の学生が無差別に級友にナイフで切りつけ、14人が負傷。犯人は近くにいた学生たちに取り押さえられ、逮捕された。取り調べで8歳のときから殺人願望を持っていたと告白した[4]。
- 2013年4月12日 - バージニア州クリスチャンズバーグのコミュニティ・カレッジで、18歳の卒業生が銃を乱射し、女性2人が負傷。犯人は逮捕。事件前に犯人は4chanで犯行予告をしていた[5]。
- 2013年4月19日 - ケンブリッジのマサチューセッツ工科大学で、ボストンマラソン爆弾テロ事件の犯人が警備員を射殺。
- 2013年6月7日 - カリフォルニア州サンタモニカのサンタモニカカレッジを含む市内の数か所で銃が乱射され、犯人の家族を含む5人が亡くなり、犯人も大学構内で警察の狙撃によって死亡した[6]。犯人は23歳の元在学生で、両親はレバノンからの移民と言われている[7]。2013年サンタモニカ銃撃事件。
- 2013年8月20日 - ジョージア州デカターで、ライフルと500発の銃弾を持った男が小学校に押し入り、発砲したが警察に逮捕された。負傷者はなかった。犯人は20歳の白人男で、心療科通院歴があった[8]。
- 2013年9月4日 - テキサス州スプリングの高校で、17歳の在校生がナイフを振り回し、学生1人が死亡、3人が負傷した。犯人がラテン系で、被害者が黒人であったことから、人種間対立によるいじめが原因とみられている[9]。
- 2013年10月17日 - アーカンソー州ジャクソンビルで、ナイフを持った男が、11人の小学生が乗ったスクールバスをバスジャックし、20分後に警察に逮捕された。負傷者はなかった。犯人は22歳の白人男[10]。
- 2013年10月21日 - ネバダ州スパークスの中学校で、12歳の在校生が銃を乱射。教師1人が亡くなり、生徒2人が負傷。その場で、犯人は頭を自ら撃って自殺した。吃音をからかわれ、いじめを受けていたという[11]。
- 2013年11月13日 - ペンシルベニア州ピッツバーグの公立高校で何者かが発砲し、3人の学生が負傷した。黒人学生が1人逮捕されたが、否認している[12]。
- 2013年12月13日 - コロラド州センテニアルの公立高校に18歳の男子在校生がショットガンと鉈と3本の手榴弾を持って乱入し発砲。図書館に逃げ込み、自殺した。17歳の女子高生が死亡した。ディベートのチームから外されたことで、教師に恨みを持っていたとみられている。銃は18歳になったときに犯人自身が合法的に銃砲店で購入したもの[13]。
- 2014年10月24日 - ワシントン州メアリーズビルにあるメアリーズビル・ピルチャック高校で男子高校生が銃を乱射し自殺。女子高生1人が死亡し、4人が負傷。（メアリーズビル・ピルチャック高校銃乱射事件（英語版））
- 2015年10月1日 - アムクワ・コミュニティー・カレッジ銃撃事件[14]
- 2018年2月14日 - フロリダ州ブロワード郡パークランドのマージョリー・ストーンマン・ダグラス高校(英語版)で退学処分を受けた元生徒の19歳男性が銃を乱射し逮捕された。17人が死亡し、14人が負傷。（マージョリー・ストーンマン・ダグラス高校銃乱射事件(英語版)）事件だけではなく、2月という年頭でありながら、事件発生以前に、2018年の米国の学校における銃発砲事件の発生件数が既に18件にのぼっていたという点にも注目が集まった[15][16]。
- 2018年5月19日 - テキサス州サンタ・フェ市（英語版）のサンタ・フェ高校（英語版）で在校生の17歳の少年が銃を発砲。10人が死亡し、10人が負傷。（サンタ・フェ高校銃乱射事件(英語版)）少年は自殺を図ったが「勇気がなかった」として投降。逮捕後に行われた少年の自宅の家宅捜索で火炎瓶や二酸化炭素発生装置を含む様々な爆発物も発見された[17][18]。
- 2021年11月30日 - ミシガン州オックスフォードの高校で15歳の男子生徒が銃を乱射。4人が死亡し、7人が負傷[19]。
- 2022年5月24日 - ロブ小学校銃乱射事件[20]

## カナダ
- 1975年5月28日 - オンタリオ州ブランプトンの高校で、16歳の学生がライフルを乱射。2人が死亡し、13人が負傷。犯人もその場で頭を撃って自殺した[21]。落第したことを恨んでの犯行とみられている。
- 1975年10月27日 - オタワの高校で生徒のロバート・プーリンが銃を乱射。3人が死亡し、5人が負傷した。
- 1989年12月6日 - モントリオール理工科大学虐殺事件
- 1992年8月24日 - モントリオールのコンコルディア大学で、同大学の教授が解雇を不服として銃を乱射[22]。4人が死亡し、1人が負傷した。
- 1999年4月28日 - アルバータ州テイバーの高校で、14歳の元在校生が学生に向けてライフルを乱射。1人が死亡し、1人が負傷したところで、教師が飛びかかって取り押さえた。犯人は在学中に酷いいじめを受けており、事件当日の1週間ほど前に起こったアメリカのコロンバイン高校銃乱射事件を見て犯行を決意したと言われている[23]。
- 2000年4月20日 - オタワの高校で、15歳の在校生が昼休みに同級生と口論の末、ナイフを振り回して5人を負傷させた。犯人の少年は普段からいじめを受けていたと言われている[24]。
- 2006年9月13日 - ドーソン・カレッジ銃乱射事件
- 2009年6月11日 - オンタリオ州ミシサガの高校で、二人の在校生がナイフで5人を負傷させた。喧嘩の末の犯行と見られている[25]。

## 中南米
- 2011年8月8日 - メキシコ・メヒコ州のモンテレー工科大学の教授宛てに手製爆弾が送られ、2人が負傷した。Individualidades Tendiendo a lo Salvajeという名のエコ・テロリスト（ナノテクノロジーに反対する過激派集団）による犯行とみられている[26]。
- 2020年1月10日 -  メキシコ北部コアウイラ州トレオンの小学校において、11歳の男子児童が拳銃を発砲。担任の女性教師1人が死亡し、教師1人を含む6人が負傷。男子児童はその場で自殺した。男子児童の着ていたTシャツの文字から、コロンバイン高校銃乱射事件や、2002年に発売されたFPSゲームとのつながりも指摘された。[27]

## ヨーロッパ
- 1964年6月12日 - 西ドイツ・ケルンの小学校。42歳の男が児童6人・教師2人を殺害。
- 1996年3月13日 - イギリス・スコットランドのダンブレーン初等学校。児童16人・教員1人が死亡。
- 2002年4月26日 - ドイツ・エアフルトのギムナジウム。16人死亡。この事件の犯人がファーストパーソン・シューティングゲームの「カウンターストライク」に耽溺していたと報じられ、コンピュータゲームの暴力表現に対する非難が高まったことを受けて青少年保護法が全面改正され、審査機関・Unterhaltungssoftware Selbstkontrolle (USK) が設立された。→ エアフルト事件
- 2004年9月1〜3日 - ロシア・北オセチアのベスラン第一中等学校がチェチェン独立派を中心とする武装勢力に占拠される。ロシア軍との銃撃戦により350人以上が死亡し、700人以上が負傷したとされるが実数は不明。→ ベスラン学校占拠事件
- 2006年11月20日 - ドイツ・エムスデッテンの中学校で同校の卒業生（18歳）が11人に重軽傷を負わせた後に自殺。暴力表現を含むコンピュータゲームの未成年者に対する販売・譲渡だけでなく製造やプレイまで一切禁止する内容の青少年保護法強化案が連邦議会に緊急上程され、可決される。
- 2007年11月7日 - フィンランド・トゥースラのヨケラ高校。同校3年生（18歳）が銃を乱射。その後、自ら銃で頭を撃ち、病院に運ばれるも死亡。自殺した実行犯含む生徒8人と校長が死亡し、11人が負傷。→ ヨケラ高校銃乱射事件
- 2008年9月23日 - フィンランド西部カウハヨキの職業訓練学校。同校男子学生（22歳）が銃を乱射後、頭を撃ち自殺。10人死亡。
- 2012年3月19日 - フランス・トゥールーズのユダヤ系学校で男が銃を乱射。児童3人と教師1人が死亡し、1人が重症。→ ミディ＝ピレネー連続銃撃事件
- 2014年2月3日 - ロシア・モスクワの学校に、16歳の男子在校生が銃を持って校舎内に押し入り、教師1人を射殺後、生徒らを人質に教室に立てこもり、駆け付けた警察にも発砲を繰り返し、1人を死亡させたのち、逮捕された[28]。
- 2018年10月17日 - ロシアがウクライナから併合したクリミア半島のケルチ職業専門学校で10代の男子学生が銃を乱射[29]。
- 2023年5月3日 - セルビアのベオグラード市内、ブラディスラブ・リブニカル小学校で13歳の少年が銃を乱射。児童8人、警備員1人が死亡[30]（ブラディスラブ・リブニカル小学校銃乱射事件）。

## アフリカ
- 2012年4月29日 - ナイジェリア、カノ市のバエロ大学で武装勢力が学内を襲撃。礼拝していた約20人が死亡した[31]。
- 2013年9月29日 - ナイジェリア、ヨベ州の農業大学学生寮をボコ・ハラムが襲撃。40人が死亡した[32]。
- 2014年9月17日 - ナイジェリア、カノ市の連邦教育大学構内にボコ・ハラムの戦闘員が突入。13人が死亡した[33]。
- 2015年4月2日 - ガリッサ大学襲撃事件。147人を殺害。